# Hipposideros fulvus
Hipposideros fulvus — є одним з видів кажанів родини Hipposideridae.

## Поширення
Країни поширення: Афганістан, Бангладеш, Китай, Індія, Пакистан, Шрі-Ланка. Був зафіксований, від рівня моря до висоти 2600 м над рівнем моря. Цей вид може бути знайдений в різних середовищах проживання від посушливих регіонів до густих лісів. Спочиває колоніями від малої до великої кількості особин в старих будинках, храмах, підвалах, печерах і старих свердловинах. Це пізній літун з повільним низьким польотом, що харчується тарганами і жорсткокрилими. Один малюк народжується після періоду вагітності 150—160 днів.

## Загрози та охорона
Деякі популяції цього виду страждають від втрати місць проживання. Був записаний в деяких охоронних районах.